# Tyke Nunatak
Tyke Nunatak är en nunatak i Antarktis. Den ligger i Östantarktis. Australien gör anspråk på området. Toppen på Tyke Nunatak är 1 599 meter över havet.
Terrängen runt Tyke Nunatak är en högslätt. Trakten är obefolkad. Det finns inga samhällen i närheten.